# K. K. Downing

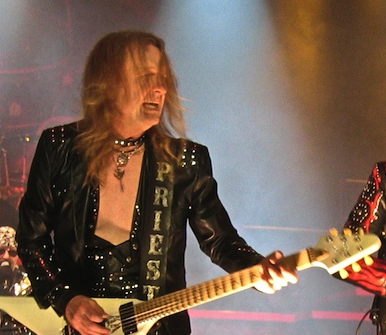
K. K. Downing (2009)

Kenneth Downing Jr. (* 27. Oktober 1951 in West Bromwich, England), genannt K. K. Downing, ist ein britischer Gitarrist und war langjähriges Mitglied der Heavy-Metal-Band Judas Priest und neben Glenn Tipton einer der maßgeblichen Songwriter dieser Band. Er verließ die Band am 20. April 2011.

## Biografie
Nach eigenen Worten wurde Downing mit 15 Jahren nicht nur der Schule verwiesen, sondern von seinen Eltern auch aus dem Elternhaus geworfen. Zu diesem Zeitpunkt wollte er sich ganz auf die Karriere als Musiker konzentrieren und gründete früh mit seinem Freund Ian Hill, mit dem er später auch bei Judas Priest zusammenarbeiten sollte, die Band Freight.

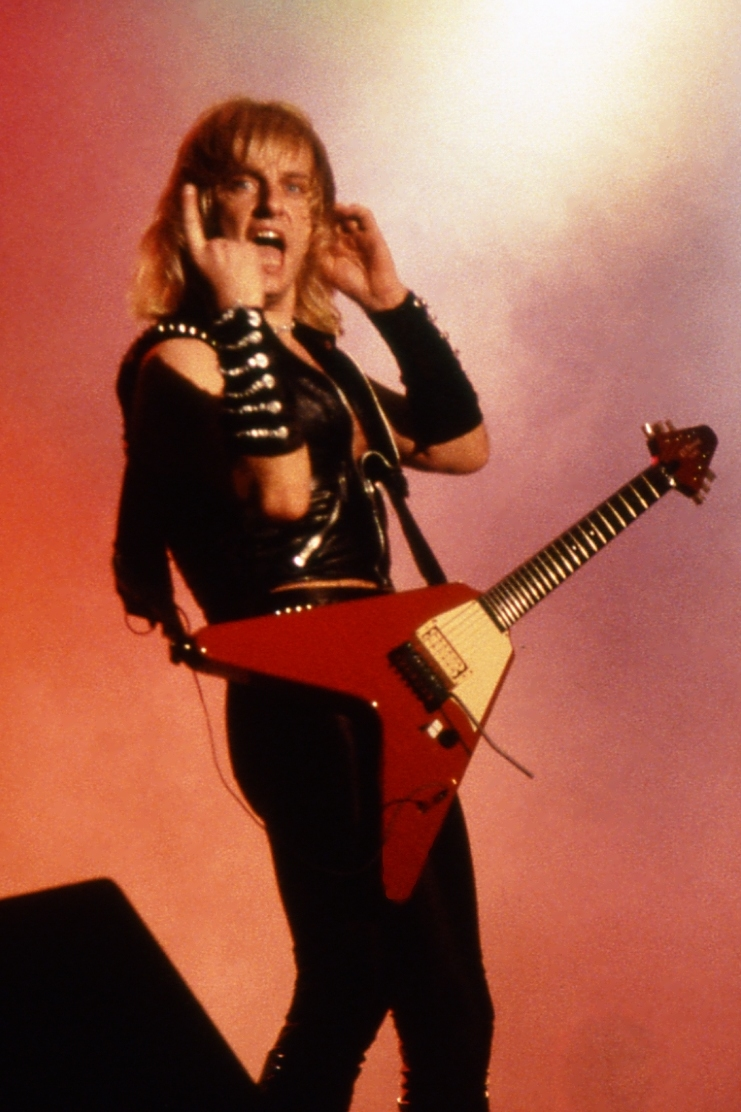
K. K. Downing (1984)

Downing lebte von 1985 bis 1990 in Spanien, danach hauptsächlich in England. Sein Hauptwohnsitz ist ein zwei Millionen Pfund teures Landhaus namens Astbury Hall in Shropshire. Dieses Haus war Gegenstand eines mehrjährigen Rechtsstreits mit seiner damaligen Freundin Sarah Lissimore, nachdem diese Anspruch darauf mit der Begründung erhoben hatte, dass sie während Downings Abwesenheit bei Tourneen das Haus allein in Schuss gehalten habe. Downing gewann den Streit am Ende.
Seinen plötzlichen Ausstieg bei Judas Priest im Jahre 2011 begründete Downing nicht mit seinem Gesundheitszustand, sondern mit Differenzen zwischen sich, dem Management und der Band. Obwohl er einige Monate später seine Meinung änderte und doch weiter machen wollte, gab die Band seinen offiziellen Ausstieg bekannt.
Seit 2020 firmiert sein Solo-Projekt unter dem Namen KK’s Priest.
Zu Downings frühen musikalischen Vorbildern gehören unter anderem Jimi Hendrix, John Mayall und Eric Clapton.

### Andere musikalische Aktivitäten
Neben Judas Priest wirkte Downing auch bei Violent Storm auf dem Album Storm Warning (2006) als Gastmusiker mit.
Im Jahr 2012 spielte er auf dem The Who All Star Tributealbum den Song (Opener) Eminence Front zusammen mit John Wetton und Derek Sherinian ein. Das Album erschien bei Cleopatra Records.

## Trivia

### Name
Sein Spitzname „K. K.“ entstand während einer Judas-Priest-Tour durch Skandinavien 1974:

„Kenneth Downing Jr. ist mein echter Name. Ein Mädchen aus Dänemark konnte es nicht richtig aussprechen und nannte mich 'K. K.'. Das blieb dann so.“

Der erste Manager der Band namens Corky entschied sich dafür, „K. K.“ als offizielles Pseudonym beizubehalten.

### „KK’s Steel Mill“
Downing ist Betreiber der „Steel Mill“ in Wolverhampton, einem größeren Club für Livemusik, der bis zu 3000 Besucher fassen kann.